# 黑格斯韦勒
黑格斯韦勒是德国莱茵兰-普法尔茨州的一个市镇。总面积1.80平方公里，总人口233人，其中男性122人，女性111人（2011年12月31日），人口密度129人/平方公里。